# Harry Potter och Halvblodsprinsen
Harry Potter och Halvblodsprinsen (Harry Potter and the Half-Blood Prince) är den sjätte boken i J.K. Rowlings serie om Harry Potter. Den engelska utgåvan publicerades den 16 juli 2005 och är kortare än Harry Potter och Fenixorden. Boken har 607 sidor, medan Fenixorden var 1001 sidor (svenska versionerna). Boken släpptes på svenska 9 november 2005. Innan boken gavs ut skapade Rowling mycket uppmärksamhet och spekulation genom att avslöja att en viktig figur skulle komma att dö.
Bokomslaget till den svenska originalutgåvan illustrerades av Alvaro Tapia. På omslaget lade Tapia till bokstäverna H-E-L-E-N-A, som ett gömt meddelande, för att hylla kvinnan som skulle föda hans barn.

## Handling
Efter att Trolldomsministeriet äntligen har accepterat att Lord Voldemort har återvänt inleds "Det andra kriget". Många personer svävar i livsfara och ingen går säker någonstans, allra minst Harry Potter.